# Estnischer Fußballpokal 2004/05
Der Estnische Fußballpokal 2004/05 war die 15. Austragung des estnischen Pokalwettbewerbs der Männer. Das Finale fand am 18. Mai 2005 statt.
Pokalsieger wurde Titelverteidiger FC Levadia Tallinn. Levadia bezwang in der Neuauflage des letztjährigen Finales den FC TVMK Tallinn mit 1:0.

## Teilnehmende Teams
- Meistriliiga (8 Teams): FC Ajax Estel Tallinn, FC Flora Tallinn, FC Levadia Tallinn, FC Lootus Alutaguse, JK Trans Narva, FC TVMK Tallinn, FC Valga, Viljandi JK Tulevik

- Esiliiga (4 Teams): FC Ajax Estel Tallinn, Dünamo Tallinn, FC Kuressaare, JK Pärnu Tervis

- II Liiga (5 Teams): FC Elva, HÜJK Emmaste, Lelle SK, Sörve JK, JK Tallinna Kalev

- III Liiga (1 Team): FC Hansa United

- IV Liiga (2 Teams): Keskerakonna JK, FC Toompea

## 1. Runde
Teilnehmer: Fünf Drittligisten, ein Viertligist und zwei Fünftligisten. 
| Datum      |                 | Ergebnis |                   |
| ---------- | --------------- | -------- | ----------------- |
| 01.09.2004 | Sörve JK        | 1:0      | HÜJK Emmaste      |
| 01.09.2004 | Keskerakonna JK | 0:9      | JK Tallinna Kalev |
| 01.09.2004 | FC Hansa United | 0:2      | Lelle SK          |
| 01.09.2004 | FC Elva         | 4:0      | FC Toompea        |

## Achtelfinale
Teilnehmer: Die vier Sieger der 1. Runde, vier Zweitligisten 2004 und alle acht Erstligisten 2004, die auswärts antraten.
| Datum      |                       | Ergebnis |                     |
| ---------- | --------------------- | -------- | ------------------- |
| 06.11.2004 | JK Tallinna Kalev     | 0:2      | FC TVMK Tallinn     |
| 06.11.2004 | Dünamo Tallinn        | 0:3      | Viljandi JK Tulevik |
| 06.11.2004 | Sörve JK              | 00:24    | FC Flora Tallinn    |
| 06.11.2004 | Lelle SK              | 1:5      | FC Valga            |
| 06.11.2004 | FC Elva               | 0:2      | FC Lootus Alutaguse |
| 07.11.2004 | FC Kuressaare         | 1:6      | FC Levadia Tallinn  |
| 07.11.2004 | JK Pärnu Tervis       | 1:5      | JK Trans Narva      |
| 07.11.2004 | FC Ajax Estel Tallinn | 1:5      | JK Merkuur Tartu    |

## Viertelfinale
Alle acht Erstligisten waren qualifiziert.
| Datum             |                    | Gesamt |                     | Hinspiel | Rückspiel |
| ----------------- | ------------------ | ------ | ------------------- | -------- | --------- |
| 09.04./23.03.2005 | FC Valga           | 0:9    | FC TVMK Tallinn     | 0:4      | 0:5       |
| 09.04./23.03.2005 | JK Trans Narva     | 4:1    | JK Merkuur Tartu    | 3:0      | 1:1       |
| 09.04./06.04.2005 | FC Levadia Tallinn | 5:1    | Viljandi JK Tulevik | 5:1      | 0:0       |
| 09.04./06.04.2005 | FC Flora Tallinn   | 11:00  | FC Lootus Alutaguse | 1:1      | 10:00     |

## Halbfinale
Im Halbfinale kam es zu den gleichen Paarungen wie im Vorjahr.
| Datum             |                    | Gesamt |                  | Hinspiel | Rückspiel |
| ----------------- | ------------------ | ------ | ---------------- | -------- | --------- |
| 27.04./04.05.2005 | FC Levadia Tallinn | 6:0    | FC Flora Tallinn | 4:0      | 2:0       |
| 27.04./04.05.2005 | JK Trans Narva     | 1:5    | FC TVMK Tallinn  | 0:2      | 1:3       |

## Finale
| Paarung            | FC Levadia Tallinn – FC TVMK Tallinn |
| Ergebnis           | 1:0 (0:0) |
| Datum              | 18. Mai 2005 |
| Stadion            | Kadrioru staadion, Tallinn |
| Zuschauer          | 700 |
| Schiedsrichter     | Hannes Kaasik |
| Tore               | 1:0 Vitali Leitan (88.) |
| FC Levadia Tallinn | Artur Kontenko – Andrei Kalimullin, Sergei Hohlov-Simson, Vitoldas Cepauskas, Dmitri Kruglov – Dmitri Kruglov, Konstantin Nahk, Marius Dovydenas, Konstantin Vassiljev, Martynas Karalius (46. Sander Puri) – Vitali Leitan, Indrek Zelinski (67. Aleksandr Rulkov) Cheftrainer: Tarmo Rüütli |
| FC TVMK Tallinn    | Vitali Teleš – Dmitri Skiperski, Tomas Rimas, Eduard Sarajev, Erko Saviauk – Anto Paitsev (67. Ingemar Teever), Maksim Kisseljov, Andrei Borissov, Maksim Smirnov – Tarmo Neemelo, Egidijus Juška Cheftrainer: Vjatšeslav Bulavin und Sergei Ratnikov ( Russland)                             |
| Gelbe Karten       | Marius Dovydenas, Martynas Karalius – Andrei Borissov |
| Platzverweise      | keine – Dmitri Skiperski |